# Zoetermeer vasútállomás
Zoetermeer vasútállomás vasútállomás Hollandiában, Zoetermeer városában.

## Vasútvonalak
Az állomást az alábbi vasútvonalak érintik:
- Gouda–DenHaag-vasútvonal

## Kapcsolódó állomások
A vasútállomáshoz az alábbi állomások vannak a legközelebb:
- Den Haag Ypenburg vasútállomás
- Zoetermeer Oost vasútállomás